# Bălcăuți, Briceni
Bălcăuți este satul de reședință al comunei cu același nume  din raionul Briceni, Republica Moldova.

## Date statistice
- Distanța până la centrul raional Briceni - 17 km.
- Populația - 846 de oameni.
- Suprafața satului - 14,4 kmp.
- Sectorul obștesc - 1.121 ha. Sectorul individual - 132 ha. Fondul locativ - 23,2 mii mp.
- Case - 423: cu gaz lichefiat - 375. Fântâni - 151. Drumuri - 19,5 km (cu îmbrăcăminte dură - 8,5 km). 3 magazine, o casă de prestări servicii, o baie, un punct medical, o grădiniță de copii, o școala rusă, o casă de cultură, o instalație de cinema, o bibliotecă, un oficiu de telecomunicații, un stadion.

## Istoria satului
Până la 1715 figura numai un sat Bălcăuți, care se afla în ocolul de sus (revista „Cercetări istorice”, Iași, 1932.), dar la 25 dec. 1772 administrația rusă găsește între satele Mărcăuți și Cepeleuți, adică în ocolul de mijloc, pe teritoriul raionului Briceni, încă un cătun Bălcăuți, uneori numindu-se chiar Bălcăuții de Jos, alcătuit din 45 de gospodării, unde pământul era stăpânit de boierul Ioniță Cantacuzino, toți țăranii fiind birnici. Despre aceasta citim în "Moldova în epoca feudalismului", vol. VII, partea I (Chișinău, 1975), dar în partea II, conform recensământului populației Moldovei din anii 1772-1773 si 1774, se constată că în Bălcăuți "toată suma caselor" era de 19, dintre care 18 țărani rămân birnici, fixându-se chiar și numele lor. Desigur, e vorba de Bălcăuții de azi, care se află la o depărtare de 17 km de or. Briceni, la 28 km de st. c. f. Ocnița, și la 215 km de Chișinău.
Dna Vera Volkivskaia, profesoară de istorie, de asemenea, susține că satul a fost întemeiat în a doua jumătate a sec. XVIII de către ucraineni, care au coborât din Carpați și au cumpărat aici pământuri, intenționând să se ocupe cu agricultura si creșterea animalelor. Și-au numit cătunul după forma reliefului, „balki” însemnând în ucraineană niște lăsături nu prea mari, și-au construit bordeie și cocioabe mici, iar ceva mai târziu - și o bisericuță de lemn, care e atestată în analele istoriei cu anul 1784. Dar mai există si o altă explicație etimologică a Bălcăuților. Cică, ar fi stăpânit pe aici un oarecare Balco și de la el vine denumirea satului. Adică Balco + sufixul-ovți, sau în ucr. - ivii, sau în rom. - ăuți.
În 1812 stăpân al moșiei este Ioan Cheșcu, care avea 450 fălci de fânațuri, 300 fălci de pământ arabil, 350 fălci de imașuri etc. Pe atunci în sat erau 56 de gospodării, 10 văduve, 13 burlaci, un preot, un dascăl, un clopotar. Cam aceeași situație se păstrează și după 1817, când satul, deja cu 70 de gospodării, trece în oblăduirea altui moșier - Gheorghe Grigoriu.
În oct. 1821 însă vine din Chișinău moșierița Tarșița Cheșcu, în vârstă de 50 de ani, care se căsătorește cu ștabs-căpitanul Ivan Druganov. În perioada ei de stăpânire satul se dezvoltă mai departe, apar și câțiva mici meseriași - un cizmar, un lemnar, o țesătoare, în 1828 făcându-se și prima vaccinare a copiilor contra vărsatului de vânt.
La 1 ian. 1998 Bălcăuții aveau 378 de gospodării, în care trăiau 745 de oameni. Punct sanitar, școală medie incompletă, grădiniță sezonieră de copii, casă de cultură. Populația însă scade mereu. În 1997, de exemplu, au decedat 21 de oameni, dar s-au născut numai 8 copii, în 1996 - 23 și, respectiv, 10.

## Demografie

### Structura etnică
Structura etnică a satului conform recensământului populației din 2004:
| Grup etnic         | Populație | % Procentaj |
| ------------------ | --------- | ----------- |
| Ucraineni          | 553       | 79,8%       |
| Moldoveni / Români | 88        | 12,69%      |
| Ruși               | 50        | 7,22%       |
| Alții              | 2         | 0,29%       |
| Total              | 693       | 100%        |